# Gourhel
Gourhel [guʁɛl] est une commune française, située dans le département du Morbihan en Région Bretagne. Ses habitants, les Gourhélois et Gourhéloises, étaient 724 au recensement de 2022.

## Géographie

### Situation

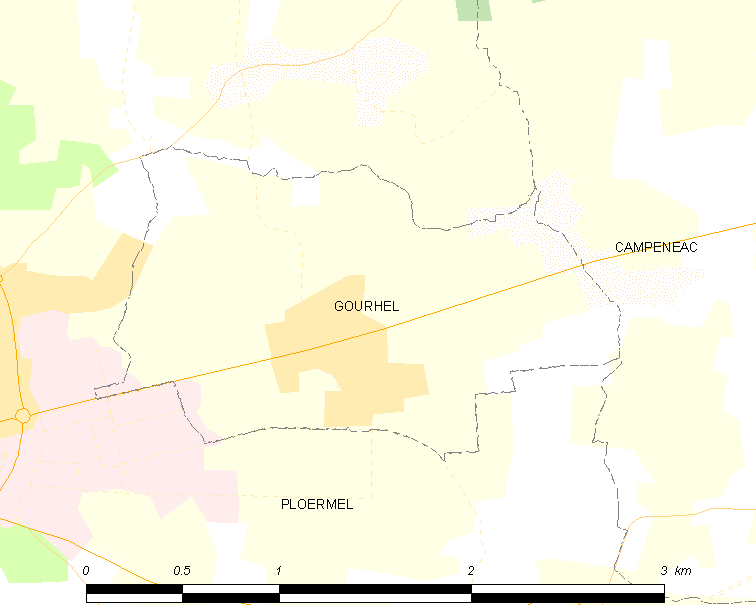
Carte de Gourhel et des communes avoisinantes.

| Ploërmel | Ploërmel |           |
| Ploërmel | Gourhel  | Campénéac |
| Ploërmel | Ploërmel |           |

### Hydrographie
Pour un article plus général, voir Réseau hydrographique du Morbihan.
La commune est située dans le bassin Loire-Bretagne. Elle est drainée par le Moulin de Miny,.

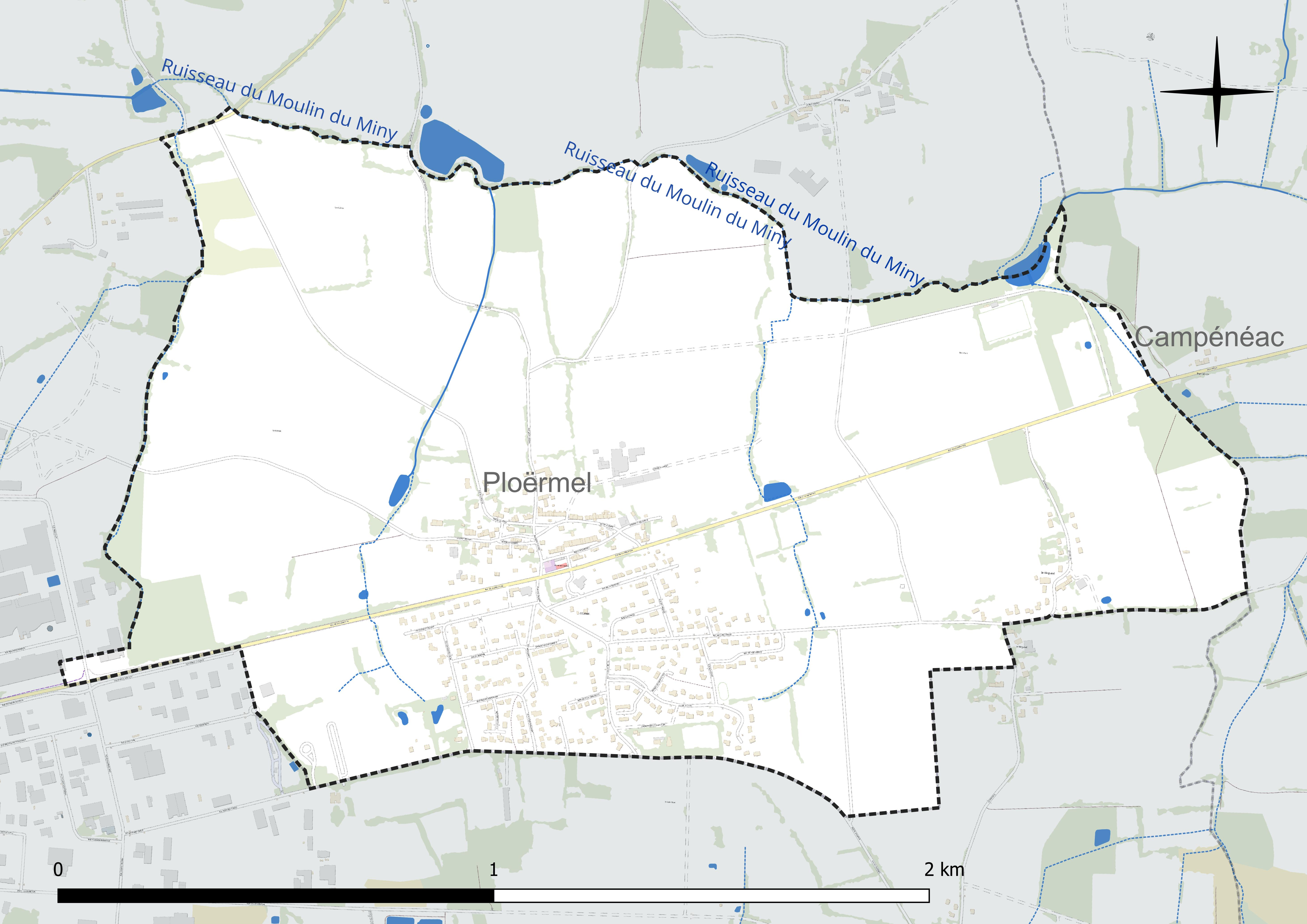
Réseau hydrographique de Gourhel.

### Climat
Pour des articles plus généraux, voir Climat de la Bretagne et Climat du Morbihan.
En 2010, le climat de la commune est de type climat océanique franc, selon une étude du CNRS s'appuyant sur une série de données couvrant la période 1971-2000. En 2020, Météo-France publie une typologie des climats de la France métropolitaine dans laquelle la commune est exposée à un climat océanique et est dans la région climatique  Bretagne orientale et méridionale, Pays nantais, Vendée, caractérisée par une faible pluviométrie en été et une bonne insolation. Parallèlement l'observatoire de l'environnement en Bretagne publie en 2020 un zonage climatique de la région Bretagne, s'appuyant sur des données de Météo-France de 2009. La commune est, selon ce zonage, dans la zone « Intérieur Est », avec des hivers frais, des étés chauds et des pluies modérées.
Pour la période 1971-2000, la température annuelle moyenne est de 11,4 °C, avec une amplitude thermique annuelle de 12,5 °C. Le cumul annuel moyen de précipitations est de 835 mm, avec 12,8 jours de précipitations en janvier et 6,4 jours en juillet. Pour la période 1991-2020, la température moyenne annuelle observée sur la station météorologique la plus proche, située sur la commune de Ploërmel à 3 km à vol d'oiseau, est de 12,0 °C et le cumul annuel moyen de précipitations est de 767,2 mm,. Pour l'avenir, les paramètres climatiques de la commune estimés pour 2050 selon différents scénarios d'émission de gaz à effet de serre sont consultables sur un site dédié publié par Météo-France en novembre 2022.

## Urbanisme

### Typologie
Au 1er janvier 2024, Gourhel est catégorisée commune rurale à habitat dispersé, selon la nouvelle grille communale de densité à sept niveaux définie par l'Insee en 2022.
Elle appartient à l'unité urbaine de Ploërmel, une agglomération intra-départementale regroupant deux  communes, dont elle est une commune de la banlieue,,. Par ailleurs la commune fait partie de l'aire d'attraction de Ploërmel, dont elle est une commune de la couronne,. Cette aire, qui regroupe 19 communes, est catégorisée dans les aires de moins de 50 000 habitants,.

### Occupation des sols
L'occupation des sols de la commune, telle qu'elle ressort de la base de données européenne d’occupation biophysique des sols Corine Land Cover (CLC), est marquée par l'importance des territoires agricoles (82,8 % en 2018), en diminution par rapport à 1990 (90,3 %). La répartition détaillée en 2018 est la suivante : terres arables (62,6 %), zones urbanisées (16,5 %), zones agricoles hétérogènes (10,8 %), prairies (9,4 %), zones industrielles ou commerciales et réseaux de communication (0,7 %). L'évolution de l'occupation des sols de la commune et de ses infrastructures peut être observée sur les différentes représentations cartographiques du territoire : la carte de Cassini (XVIIIe siècle), la carte d'état-major (1820-1866) et les cartes ou photos aériennes de l'IGN pour la période actuelle (1950 à aujourd'hui).

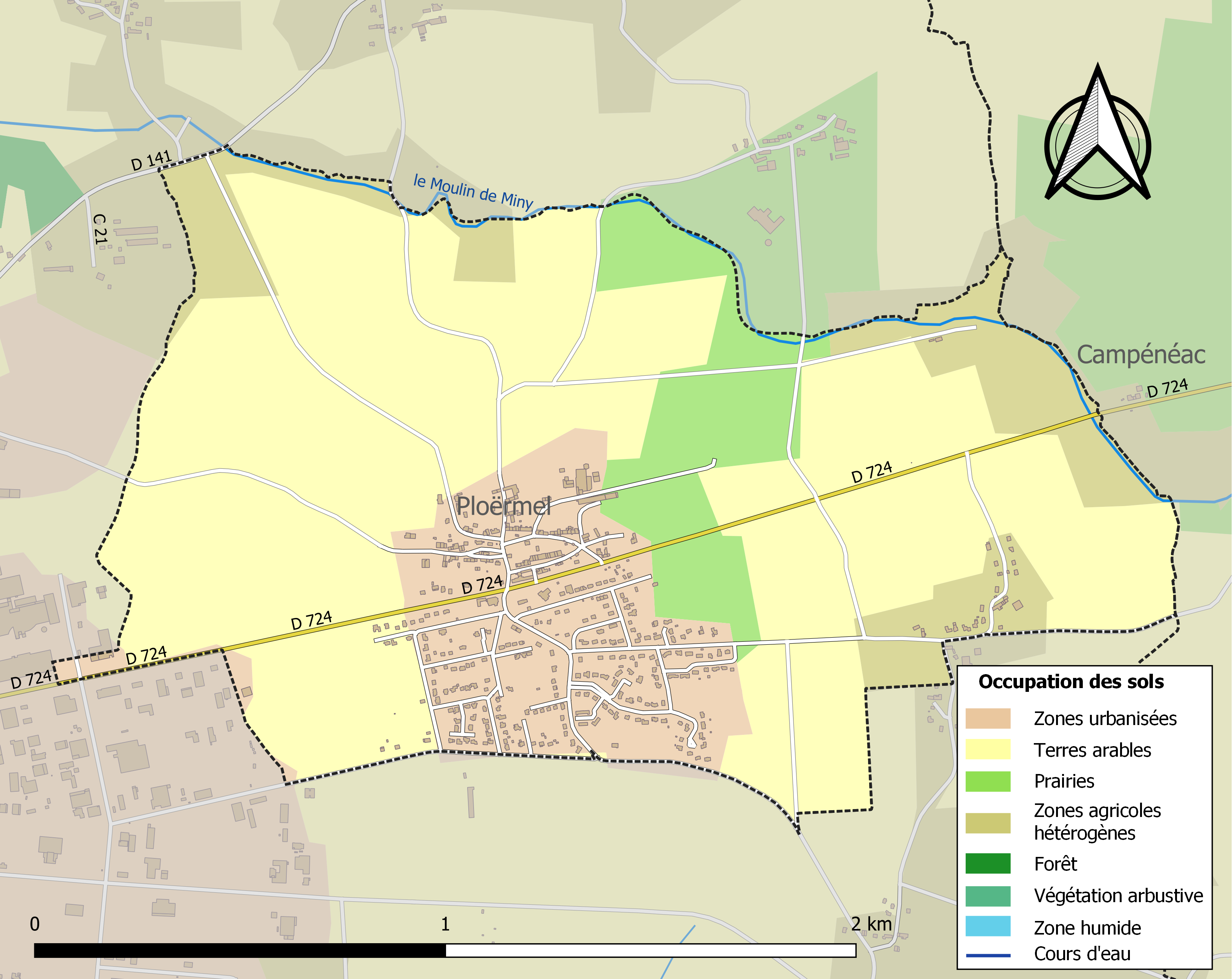
Carte des infrastructures et de l'occupation des sols de la commune en 2018 (CLC).

## Toponymie
Le nom de la commune est attesté dès 1131 sous la forme Gurhel monasterium,.
Gourhel est un anthroponyme dérivant du breton Gour (viril, fort, etc.), et hael (noble, honorable).
La structure originelle de la commune est donc probablement un village établi autour du monastère de Gourhel.
Gourhé en gallo.

## Histoire

### Ancien Régime
Jusqu’en 1789, Gourhel (bien qu'étant entièrement enclavée dans la paroisse de Ploërmel) est rattachée à la trève de Loyat. À cette date, elle devient paroisse indépendante.
Les seigneurs de la Salle de Gourhel étaient prééminenciers et possédaient leurs enfeus et leurs armoiries dans l'église paroissiale Saint-Samson.

### LeXIXesiècle
En 1809, l'évêque  de Vannes, Mgr Antoine Mayneaud de Pancemont, décide, â la demande de Napoléon Ier désireux de faire des économies (depuis le Concordat de 1801, le clergé est payé par l'État), de supprimer quelques paroisses; ce fut le cas de Gourhel (ainsi que de Montertelot), la paroisse est rattachée définitivement à Ploërmel.
A. Marteville et P. Varin, continuateurs d'Ogée, décrivent ainsi Gourhel en 1743 :

« Gourhel : commune formée de l'ancienne trève de Loyat. (...). Superficie totale : 282 hectares 71 ares, dont (...) terres labourables 146 ha, prés et pâturages 52 ha, bois 4 ha, vergers et jardins 16 ha, landes et incultes 48 ha (...). Il n'y a pas de desservant à Gourhel. Géologie : schiste argileux. On parle le français [en fait le gallo]. »

### LeXXesiècle

#### La démolition de l'église paroissiale

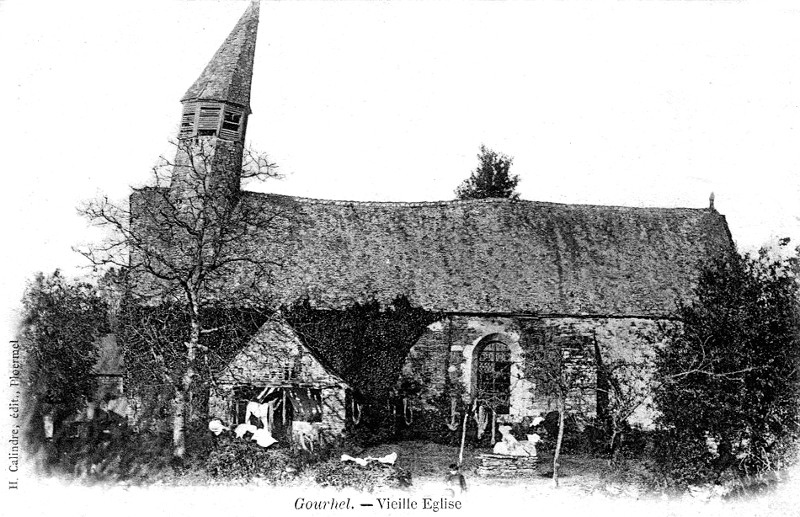
L'ancienne église Saint-Samson de Gourhel avant sa destruction.

L’église paroissiale Saint-Samson, dédiée à Saint-Samson, ne servait plus au culte depuis des années, les fidèles ayant pris l’habitude, depuis 1809 de se rendre aux cérémonies, et notamment pour les enterrements, à l’église Saint-Armel de Ploërmel.
L’église, construite probablement au XVIIe siècle, tombée en ruine, est démolie en 1902 car son clocher menaçait de s'écrouler. Le site fut pillé, les pierres de l'édifice servent à construire d'autres bâtiments. Le cimetière entourant l'église a lui aussi disparu. À leur place a été aménagée la Place du Mitan, qui coupe le bourg en deux parties : la partie ancienne au nord, la plus récente au sud.
Les décennies suivantes la messe fut célébrée dans une cabane en bois, laquelle fut rasée en 1974.

#### La Première Guerre mondiale
Le monument aux morts de Gourhel porte les noms de 8 soldats morts pour la France pendant la Première Guerre mondiale ; tous sont morts sur le sol français, dont Félix Glon, tué à l'ennemi le 28 août 1918 à Chavigny (Aisne) décoré de la Médaille militaire et de la Croix de guerre.

#### Le Seconde Guerre mondiale
Pierre L'Hopitalier est le seul soldat originaire de Gourhel mort pour la France pendant la Seconde Guerre mondiale, le 2 juin 1940 à Téteghem (Nord).

#### L'après Seconde Guerre mondiale
Entre 1946 et 1991, Gourhel a voté en moyenne aux diverses élections successives 53,2 % à gauche, en raison de sa tradition industrielle (métallurgie, agro-alimentaire), ce qui contraste fortement avec la ville voisine de Ploërmel, de tradition conservatrice en raison de la forte influence catholique.

## Démographie
L'évolution du nombre d'habitants est connue à travers les recensements de la population effectués dans la commune depuis 1793. Pour les communes de moins de 10 000 habitants, une enquête de recensement portant sur toute la population est réalisée tous les cinq ans, les populations de référence des années intermédiaires étant quant à elles estimées par interpolation ou extrapolation. Pour la commune, le premier recensement exhaustif entrant dans le cadre du nouveau dispositif a été réalisé en 2007.

En 2022, la commune comptait 724 habitants, en évolution de +4,62 % par rapport à 2016 (Morbihan : +3,82 %, France hors Mayotte : +2,11 %).
| 1793 | 1800 | 1806 | 1821 | 1831 | 1836 | 1841 | 1846 | 1851 |
| ---- | ---- | ---- | ---- | ---- | ---- | ---- | ---- | ---- |
| 200  | 177  | 187  | 180  | 205  | 200  | 215  | 222  | 200  |

| 1856 | 1861 | 1866 | 1872 | 1876 | 1881 | 1886 | 1891 | 1896 |
| ---- | ---- | ---- | ---- | ---- | ---- | ---- | ---- | ---- |
| 201  | 190  | 189  | 199  | 218  | 217  | 200  | 181  | 181  |

| 1901 | 1906 | 1911 | 1921 | 1926 | 1931 | 1936 | 1946 | 1954 |
| ---- | ---- | ---- | ---- | ---- | ---- | ---- | ---- | ---- |
| 183  | 196  | 164  | 156  | 157  | 168  | 157  | 173  | 161  |

| 1962 | 1968 | 1975 | 1982 | 1990 | 1999 | 2006 | 2007 | 2012 |
| ---- | ---- | ---- | ---- | ---- | ---- | ---- | ---- | ---- |
| 157  | 177  | 257  | 366  | 418  | 402  | 496  | 509  | 623  |

| 2017 | 2022 | - | - | - | - | - | - | - |
| ---- | ---- | - | - | - | - | - | - | - |
| 702  | 724  | - | - | - | - | - | - | - |

## Culture locale et patrimoine

### Lieux et monuments
Gourhel est l'une des deux seules communes de Bretagne qui ne possèdent pas d'église. Tombée en ruine, elle fut détruite en 1902, mais jamais reconstruite. L'église se trouvait autrefois sur la place du Mitant.
La commune ne possède pas non plus de cimetière.
- Manoir de la Cour (1570), inscrit Monument historique en 1991[29] ; en 2014 il est quasiment à l'état d'abandon[30].

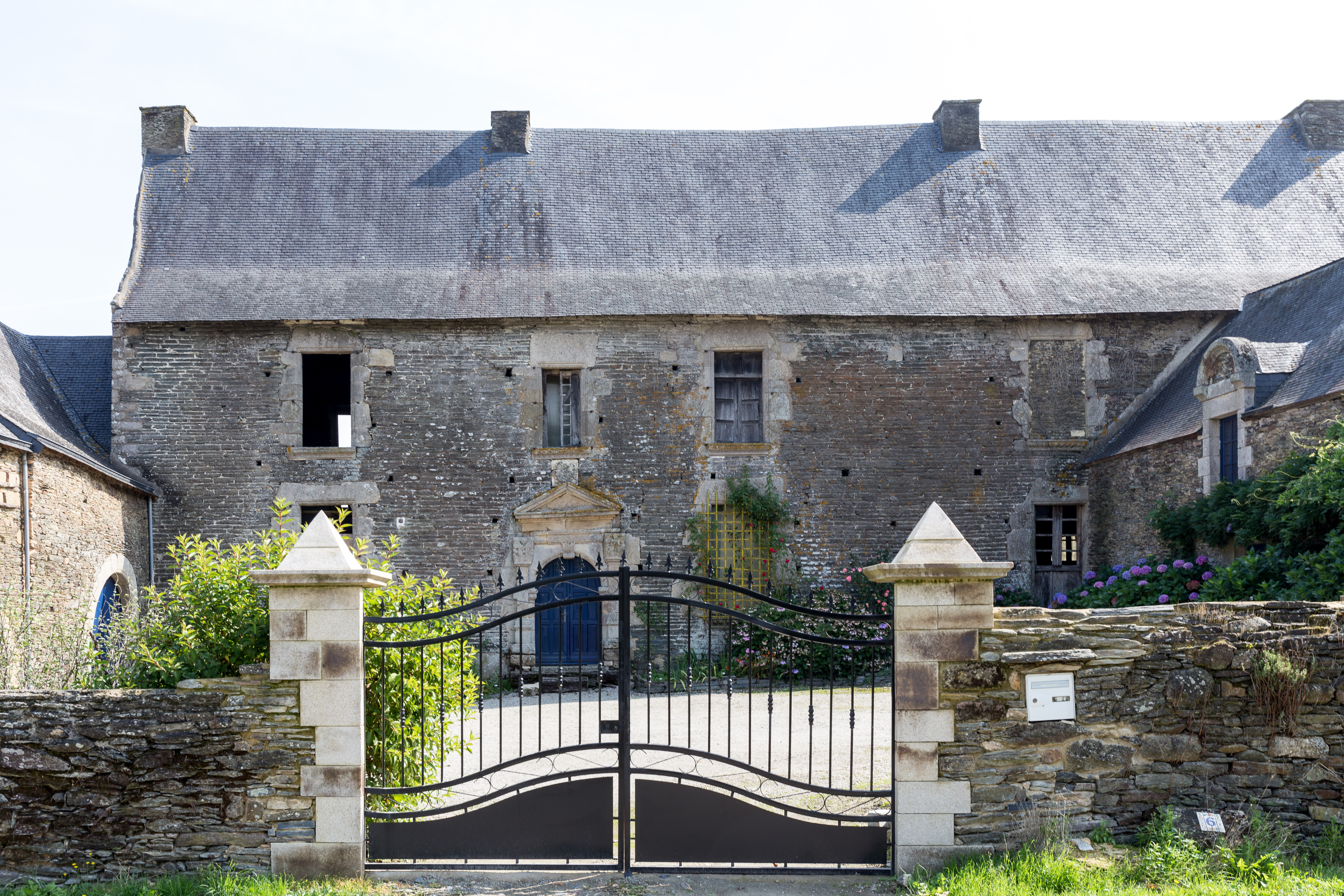
Le manoir de la Cour.

- Calvaire (XVIe siècle).

### Héraldique
|  | Les armoiries de Gourhel se blasonnent ainsi : Coupé ondé d’azur au triskel d’or et d’or à une moucheture d’hermine de sable. Création Bernard Le Ny-Jegat, 1997. Adopté en 2015. |

## Personnalités liées à la commune
- Edmond Rebillé, médecin, historien et romancier, né à Gourhel en 1926.